# لوسولپیرید
لوسولپیرید (به انگلیسی: Levosulpiride) با فرمول شیمیایی C۱۵H۲۳N۳O۴S یک داروی آنتی سایکوتیک تیپیک از گروه بنزامیدها می‌باشد. این دارو آنتاگونیست گیرنده D2 دوپامین محیطی و مرکزی است.
لوسولپیرید در درمان سایکوز به‌خصوص علائم منفی آن مانند اسکیزوفرنی، اضطراب، افسرده‌خویی، سرگیجه، انزال زودرس به‌کار می‌رود.